# Hogna dauana
Hogna dauana este o specie de păianjeni din genul Hogna, familia Lycosidae, descrisă de Roewer, 1959.
Este endemică în Etiopia. Conform Catalogue of Life specia Hogna dauana nu are subspecii cunoscute.